# Cueta virgata
Cueta virgata is een insect uit de familie van de mierenleeuwen (Myrmeleontidae), die tot de orde netvleugeligen (Neuroptera) behoort. 
Cueta virgata is voor het eerst wetenschappelijk beschreven door Klug in Ehrenberg in 1834.